# Annetta South, Texas
Annetta South là một thị trấn thuộc quận Parker, tiểu bang Texas, Hoa Kỳ. Năm 2010, dân số của thị trấn này là 526 người.

## Dân số
- Dân số năm 2000: 555 người.
- Dân số năm 2010: 526 người.